# Пшигодзице (гміна)
Гміна Пшигодзице (пол. Gmina Przygodzice) — сільська гміна у північно-західній Польщі. Належить до Островського повіту Великопольського воєводства.
Станом на 31 грудня 2011 у гміні проживало 11846 осіб.

## Територія
Згідно з даними за 2007 рік площа гміни становила 163.48 км², у тому числі:
- орні землі: 43.00%
- ліси: 45.00%

Таким чином, площа гміни становить 14.09% площі повіту.

## Населення
Станом на 31 грудня 2011:
| Опис     | Загалом | Загалом | Чоловіки | Чоловіки | Жінки | Жінки |
| -------- | ------- | ------- | -------- | -------- | ----- | ----- |
| одиниця  | осіб    | %       | осіб     | %        | осіб  | %     |
| все      | 11846   | 100     | 5911     | 49.90    | 5935  | 50.10 |
| міське   | 0       | 100     | 0        |          | 0     |       |
| сільське | 11846   | 100     | 5911     | 49.90    | 5935  | 50.10 |

## Сусідні гміни
Гміна Пшигодзице межує з такими гмінами: Мікстат, Одолянув, Острув-Велькопольський, Острув-Велькопольський, Остшешув, Серошевіце, Сосне.